# オ・ヘス
オ・ヘス（朝: 오혜수、1995年5月30日 - ）は、韓国の女優。近年、『今、私たちの学校は…』などの出演で知られている。

## 経歴
韓国芸術総合学校演劇科に在籍し、演劇を専攻する。
2017年のウェブドラマ『セブンティーン』で女優デビューし、その後2018年にはウェブシリーズ『花のようなエンディング』、2019年には『キャット・バーテンダー』と『キム・ヨハン物語』に出演した。
2022年、『今、私たちの学校は…』のいじめ被害者ミン・ウンジを演じて注目を高める。『非凡な弁護士ウー』では、知的障害のあるレイプ被害者シン・ヘヨン役でカメオ出演している。